# أولكسندر فيدينكو
أولكسندر فيدينكو (بالأوكرانية: Феденко Олександр Олександрович)‏ مواليد 20 ديسمبر 1970 في كييف، الاتحاد السوفيتي، هو دراج أوكراني سابق. سبق أن شارك في دورة الألعاب الأولمبية الصيفية وفاز بميدالية أولمبية.

## الميداليات
| الميدالية | المسابقة                       |
| --------- | ------------------------------ |
| فضية      | الألعاب الأولمبية الصيفية 2000 |

## روابط خارجية
- أولكسندر فيدينكو على موقع أرشيف الدراجات (الإنجليزية)
- أولكسندر فيدينكو على موقع CycleBase (الإنجليزية)
- أولكسندر فيدينكو على موقع أوليمبيديا (الإنجليزية)
- أولكسندر فيدينكو  على موقع SportsReference  - سبورتس رفرنس